# Gorgonocephalus diomedeae
Gorgonocephalus diomedeae är en ormstjärneart som beskrevs av Christian Frederik Lütken och Ole Theodor Jensen Mortensen 1899. Gorgonocephalus diomedeae ingår i släktet Gorgonocephalus och familjen medusahuvuden. Inga underarter finns listade i Catalogue of Life.